# 섬모체근

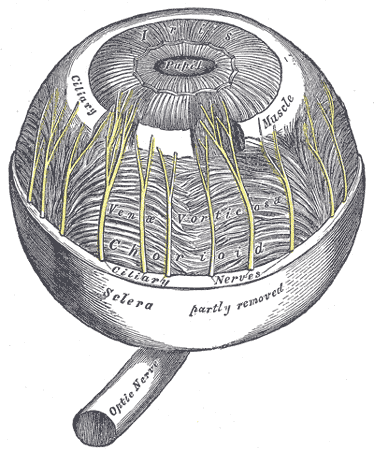

섬모체근(ciliary muscle, 모양체근)은 눈 중막(포도막)에 위치한 원형 모양의 민무늬근으로 다양한 거리의 물체를 볼때 수정체를 조절하고 쉴렘관으로의 체액 흐름을 조절하는 근육이다.
섬모체근, 동공조임근 및 동공확대근은 때때로 내안근(intrinsic ocular muscle 또는 intraocular muscle)이라고도 한다.

## 구조

### 발생
섬모체근은 맥락막 내의 중간엽(간엽)에서 발생하며 두개골 신경 능선 유도체로 간주된다.

### 신경의 공급
섬모체근은 섬모 신경절에서 발생하는 짧은 섬모 신경으로부터 부교감 섬유를 받는다. 교감 신경절 후 신경섬유는 뇌신경 V1의 일부인 반면, 섬모 신경절에 대한 시냅스 전 부교감 신경 섬유는 안구 운동 신경에서 유래한다. 신경절 후 교감 신경 분포는 상부 자궁 경부 신경절에서 발생한다.

## 기능

### 수정체 조절
섬모체 섬유는 원형, 세로형, 방사형의 형태로 구성되어 있다.
허만 본 헬름홀츠의 이론에 따르면, 원형의 섬모체근섬유는 모양소대 섬유에 영향을 주어 수정체 모양을 변화시킨다. 섬모체근이 수축되면 섬모체근은 눈의 중심축 방향으로 밀려 이동한다. 이것이 모양소대 섬유에 의한 수정체의 장력을 이완시키도록 하는 것이다. 이 모양소대 섬유의 장력이 이완되면, 수정체는 더 원형에 가까워져 짧은 초점거리를 형성하게 된다. 이와는 반대로 섬모체근이 이완되면, 섬모체근은 눈의 중심축 반대 방향으로 당기며 이동한다. 이것이 모양소대 섬유에 의한 수정체의 장력을 수축시켜 수정체는 더 긴 초점거리를 형성하게 된다. 헬름홀츠의 이론은 1855년부터 널리 받아들여졌으나, 아직도 이러한 조절 기작은 논란의 여지를 가지고 있으며, 이에 대해서는 연구가 되고 있다.

## 같이 보기
- 노안
- 근육 구조